# Zone européenne de radiodiffusion

Carte montrant la zone européenne de radiodiffusion (en rouge)

La Zone européenne de radiodiffusion est définie par l'Union internationale des télécommunications de la façon suivante :

« La “Zone européenne de radiodiffusion” est délimitée à l'ouest par la limite ouest de la Région 1, à l'est par le 40e méridien est de Greenwich et au sud par le 30e parallèle nord de manière à inclure la partie nord de l'Arabie saoudite et la partie des pays qui bordent la Méditerranée à l'intérieur de ces limites. En outre, l'Arménie, l'Azerbaïdjan, la Géorgie et les parties des territoires de l'Irak, de la Jordanie, de la République arabe syrienne, de la Turquie et de l'Ukraine se trouvant en dehors des limites ci-dessus sont inclus dans la Zone européenne de radiodiffusion. »

La Zone européenne de radiodiffusion inclut des territoires à l'extérieur de l'Europe et exclut quelques territoires qui font partie du continent européen. Par exemple, l'Arménie, l'Azerbaïdjan et la Géorgie n'étaient pas dans la Zone européenne de radiodiffusion jusqu'en 2007. Après l'ajout de ces trois pays dans la Zone lors de la Conférence mondiale des radiocommunications 2007 (CMR-07), les seuls territoires qui appartiennent au continent européen tout en restant à l'extérieur de la Zone européenne de radiodiffusion sont une partie du territoire européen de la Russie ainsi que le Kazakhstan-Occidental (qui représente 4 % du Kazakhstan).
Les limites de la Zone européenne de radiodiffusion tiennent leurs origines par les régions desservies et liés par des câbles télégraphiques au XIXe et au début du XXe siècle. La Zone européenne de radiodiffusion joue un rôle pour définir l'admission d'un organisme de radio et/ou de télévision comme membre actif de l'Union européenne de radio-télévision. Ce statut de membre actif permet notamment de participer au Concours Eurovision de la chanson.

## Liste des pays de la Zone européenne de radiodiffusion
| Numéro | Pays               |
| ------ | ------------------ |
| 1      | Albanie            |
| 2      | Algérie            |
| 3      | Allemagne          |
| 4      | Andorre            |
| 5      | Arabie saoudite    |
| 6      | Arménie            |
| 7      | Autriche           |
| 8      | Azerbaïdjan        |
| 9      | Belgique           |
| 10     | Biélorussie        |
| 11     | Bosnie-Herzégovine |
| 12     | Bulgarie           |
| 13     | Chypre             |
| 14     | Croatie            |
| 15     | Danemark           |
| 16     | Égypte             |
| 17     | Espagne            |
| 18     | Estonie            |
| 19     | Finlande           |
| 20     | France             |
| 21     | Géorgie            |
| 22     | Grèce              |
| 23     | Hongrie            |
| 24     | Irak               |
| 25     | Irlande            |
| 26     | Islande            |
| 27     | Israël             |
| 28     | Italie             |
| 29     | Jordanie           |
| 30     | Lettonie           |
| 31     | Liban              |
| 32     | Libye              |
| 33     | Liechtenstein      |
| 34     | Lituanie           |
| 35     | Luxembourg         |
| 36     | Macédoine          |
| 37     | Malte              |
| 38     | Maroc              |
| 39     | Moldavie           |
| 40     | Monaco             |
| 41     | Monténégro         |
| 42     | Norvège            |
| 43     | Pays-Bas           |
| 44     | Pologne            |
| 45     | Portugal           |
| 46     | République tchèque |
| 47     | Roumanie           |
| 48     | Royaume-Uni        |
| 49     | Russie             |
| 50     | Saint-Marin        |
| 51     | Serbie             |
| 52     | Slovaquie          |
| 53     | Slovénie           |
| 54     | Suède              |
| 55     | Suisse             |
| 56     | Syrie              |
| 57     | Tunisie            |
| 58     | Turquie            |
| 59     | Ukraine            |
| 60     | Vatican            |

Les territoires suivants sont dans la Zone européenne de radiodiffusion mais ne peuvent pas rejoindre l'UER en raison de leur statut d'États non souverains :
- Abkhazie : revendiqué comme république autonome de la Géorgie.
- Açores : territoire dépendant du Portugal.
- Akrotiri et Dhekelia : territoire dépendant du Royaume-Uni.
- Chypre du Nord : revendiqué comme faisant partie de Chypre.
- Gibraltar : territoire dépendant du Royaume-Uni.
- Guernesey : territoire dépendant du Royaume-Uni.
- Haut-Karabagh : revendiqué comme faisant partie de l'Azerbaïdjan.
- Îles Canaries : territoire dépendant de l'Espagne.
- Île de Man : territoire dépendant du Royaume-Uni.
- Îles Féroé : territoire dépendant du Danemark.
- Jersey : territoire dépendant du Royaume-Uni.
- Kosovo : revendiqué comme une province autonome de la Serbie.
- Kurdistan : revendiqué comme faisant partie de l'Irak.
- Madère : territoire dépendant du Portugal.
- Ossétie du Sud-Alanie : revendiqué comme faisant partie de la Géorgie.
- Palestine : revendiqué comme faisant partie d'Israël.
- Transnistrie : revendiqué comme unité territoriale de la Moldavie.